# Erinnyis ello
Erinnyis ello är en fjärilsart som beskrevs av Carl von Linné 1758. Erinnyis ello ingår i släktet Erinnyis och familjen svärmare. Inga underarter finns listade i Catalogue of Life.

## Bildgalleri

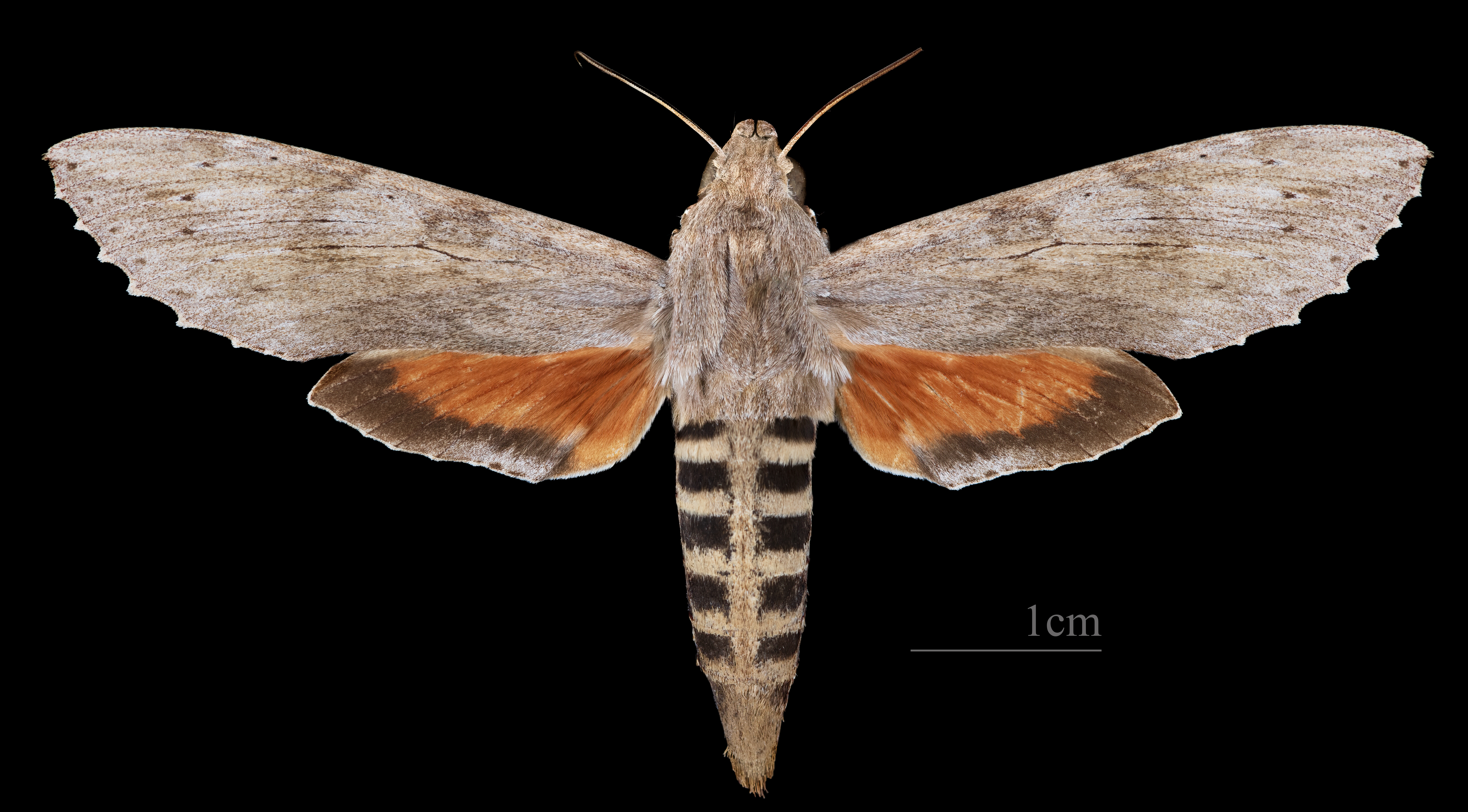
Erinnyis ello ello ♀
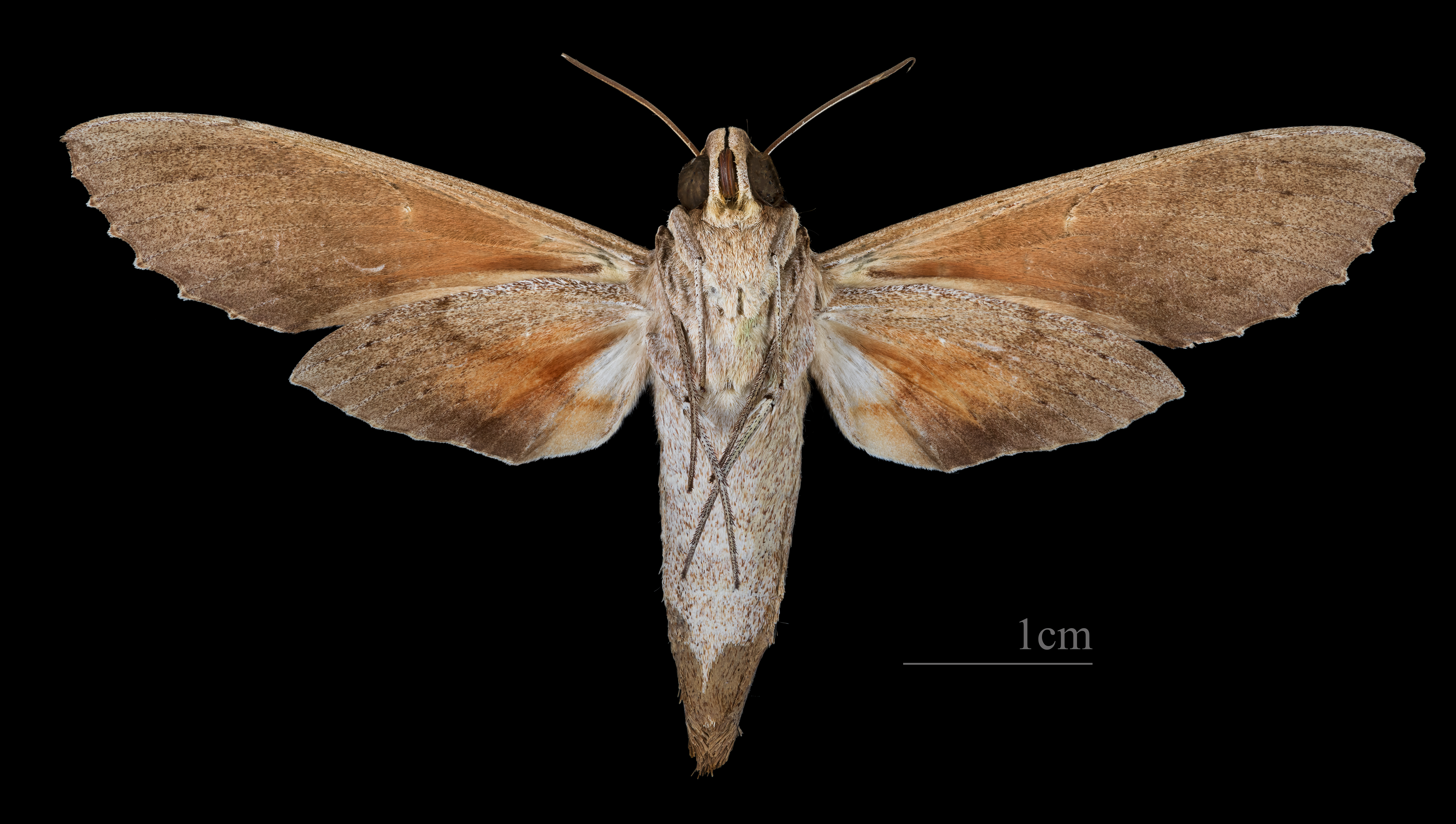
Erinnyis ello ello ♀ △

Erinnyis ello encantada ♂
Erinnyis ello encantada ♂ △
'Erinnyis ello encantada ♀
'Erinnyis ello encantada ♀△